# 陸人捷
陸人捷（ろく じんけつ、1982年9月9日 - ）は、中国の芸術家で、油絵、陶芸、彫刻で知られている。彼の作品は、ジャッキー・チェン、李嘉誠、ジャック・マーなどの著名人に収集されている。

## 経歴
上海生まれ。家族の影響で幼い頃から芸術に興味を持ち、芸術家陳丹青の父親である陳兆基に師事した。
陸人捷は独立した芸術家であり、WIN文化発展有限公司の創設者。彼は広告、マガジンのイラストレーションで働き、上海電子信息職業技術学院で5年間教鞭をとった。彼のキャリアは、ジャッキー・チェンが「十二金釵」シリーズなどの作品を委託したことで注目を集めた。また、フィレンツェ文学・視覚芸術賞を受賞している。

## 作品
陸人捷の代表作には以下がある。
- "十二金釵"：『紅楼夢』にインスパイアされた陶芸シリーズで、有名人によって収集された[2]。
- "龍醉紅"：ジャッキー・チェンの60歳の誕生日に贈られた[2]。
- "醉八仙"：ジャッキー・チェンの映画『酔拳』に基づいている[2]。
- "佛人"：2019年中国現代彫刻芸術展で受賞した彫刻作品[4]。
- また、中国の無形文化遺産や『山海経』に関するシリーズも制作されている[5][6]。

## 展覧会

### 個展
- 2023年、ルー・レンジエ（陆人捷）は上海の広富林遺跡公園で「山海密蔵・アート特別展」を開催し、『山海経』にインスパイアされた約1万点の彫刻や没入型インスタレーションを展示した。[7][8][9][10][11][12]

### グループ展
- 2025年5月、ルー・レンジエはニューヨークおよびニュージャージーのPIアートセンターで開催された国際グループ展「Fractured Horizons」に出展した。この展覧会はNYCxDesignフェスティバルの公式プログラムの一部であり、9カ国72名のアーティストが参加した。[13][14][15]

- 2021年、ルー・レンジエは上海中心で開催された宝库文化主催の「追光・すべてのブレイクスルーへのトリビュート」グループ展に参加した。展覧会は3つのセクションに分かれ、それぞれ異なるアーティストがキュレーションした。ルー・レンジエは「混沌の光」セクションを担当し、《山海図》《山海世界》などの作品を展示した。[16][17][18][19][20]